# Пац, Юзеф Пётр
Юзеф Пётр Пац (пол. Józef Piotr Pac; 1736, Вильна — 13 марта 1797) — государственный и военный деятель Великого княжества Литовского, генерал-майор литовских войск (1757), с 1758 года или ранее — генерал-адъютант булавы великой литовской, староста вилейский.

## Биография
Представитель литовского магнатского рода Пацев герба Гоздава. Отец — Пётр Пац (ум. 1756), староста пинский и вилейский, мать — княжна Ефросинья Огинская (ум. ок. 1765). Сёстры — Бенедикта и Эльжбета.
В 1776 году избирался депутатом от лидского повета на конфедеративный сейм. Противник партии Чарторыйских.
16 марта 1792 года награждён Орденом Белого орла.
24 апреля 1794 года на площади перед ратушей в Вильне был торжественно оглашён «Акт восстания литовского народа», который подтверждал единство виленских инсургентов и повстанцев Тадеуша Костюшко. В тот же день был создан Высший Временный Совет (Рада) повстанцев, во главе которого встал Юзеф Неселовский. В состав Совета также вошли 29 заслуженных граждан литовской столицы, в том числе и староста вилейский Юзеф Пац.
Летом 1794 года отправился в Галицию, откуда вернулся на родину после поражения восстания Костюшко.